# 深見峠
深見峠（ふかみとうげ）は、京都府京都市右京区と同府南丹市を隔てる峠である。丹波広域基幹林道が通る。

## 概要
標高440mの国道162号上に位置する峠で、京都府と福井県を結ぶ幹線道路としての機能を果たしている。
古来から周山街道の難所として知られており、その名が広く知られていた。1937年（昭和12年）には京都駅と鶴ヶ岡村を結ぶ省営バスが運行を開始。バスが峠を越え始めると道路改良は急務となった。1946年（昭和21年）には深見隧道が掘削されたものの、幅員が狭いこともあって車両同士が離合ができないなど引き続き隘路となっていた。2001年9月、深見トンネルの開通に伴い解消された。
分水界であり、北東部は由良川水系で日本海に注ぎ、南西部は淀川水系で大阪湾に注ぐ。

## 道路状況
2009年現在、深見トンネルが深見峠と呼ばれている。旧道であるダート路は峠付近で途絶えており通行は不可能だが、ただし峠の地蔵が祭られているところまでは通行可能であり、旧峠を目的として訪れる人の姿を見ることができる。なお、深見隧道は両側で完全に封鎖されており通行は不可能である。現道である深見トンネルは片側1車線が確保された快走路であり、かつて難所と呼ばれていたという雰囲気はまるでない。

### トンネルの詳細

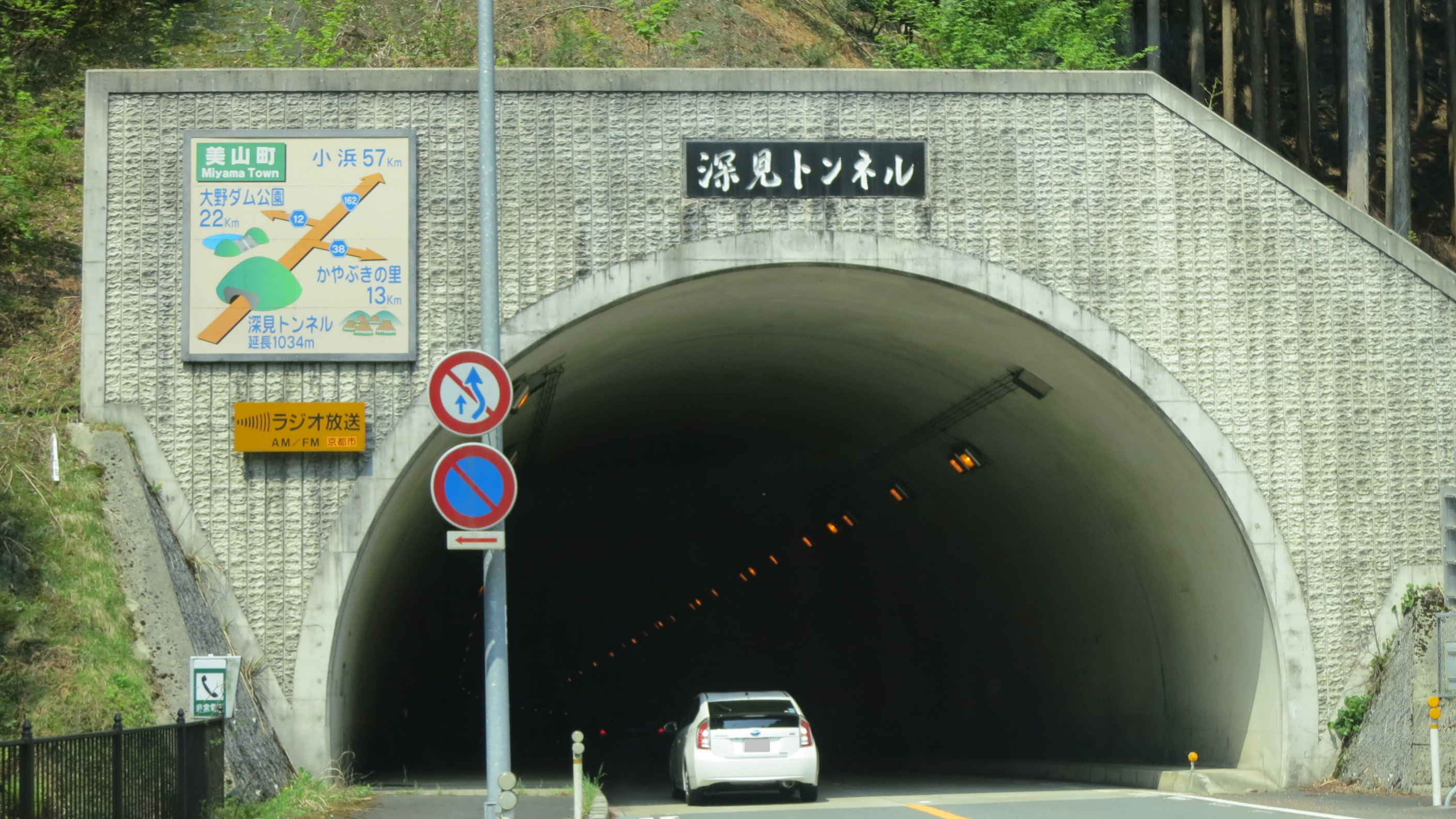
深見トンネル南出入口

- 深見トンネル（ふかみトンネル）
2001年9月供用開始。延長1,034m、幅員10.5mと比較的高規格となっており、照明も多数設置されている。また、トンネルの両側の坑門に出口附近の道路地図が描かれている。
片側1車線のほか歩道も整備されており、ハイキングやサイクリングなどを楽しむ人にも配慮された造りとなっている。
- 深見隧道（ふかみずいどう）
深見トンネルが供用される前に使用されていたトンネルである。現在では通行不能となっており、バリケードが張られている[2]。

## 位置情報
- 所在地：京都府京都市右京区上弓削町 - 同府南丹市美山町深見

- 北緯35度15分4.53秒 東経135度38分5.57秒 / 北緯35.2512583度 東経135.6348806度
- 上弓削(京都及大阪) - 地理院地図
- 深見トンネル - Google マップ

## 峠へのアクセス
- 自動車 
  - 京都市街地からは、国道162号を北上。
  - 南丹市および福井県内からは、国道162号を南下。
  - 大津市街地からは、国道477号を経由して国道162号を北上。（但し、狭隘道路である。詳しくは国道477号#百井別れなどを参照。）

### 近隣の峠
- 九鬼ヶ坂
- 栗尾峠